# كانوري
شعب الكانوري (بالإنجليزية: Kanuri people) (أو كانوري، مجموعة إثنية أفريقية تعيش بصورة واسعة على أراضي إمبراطوريتي كانم وبرنو السابقتين وهي الآن جزء من دولة السودان وتشاد والنيجر ونيجيريا والكاميرون وليبيا. يشمل الشعب المُسمى كانوري بشكل عام العديد من المجموعات الفرعية ومجموعات اللهجة، ويعتبر البعض أنفسهم مجموعة متفردة عن شعب كانوري. ينسب معظمهم أصولهم إلى الأنساب الحاكمة لإمبراطورية كانم-برنو القروسطية، وولاياتها أو مقاطعاتها. وعلى النقيض من شعبي القرعان أو الزغاوة الرعويين المجاورين، فإن مجموعات الكانوري كانت مستقرة تاريخيًا، وزاولت الزراعة وصيد الأسماك في حوض بحيرة تشاد، وانخرطت في التجارة ومعالجة الملح.

## خلفية

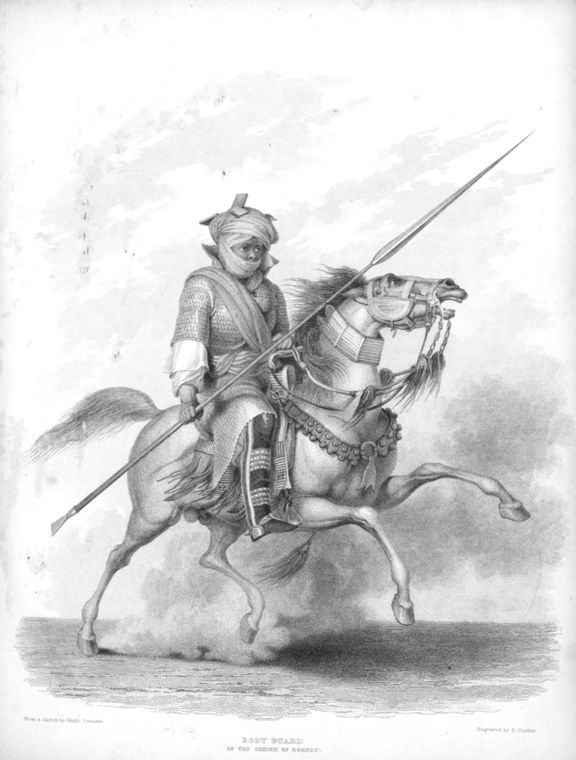
حرس الشرف لشيخ بورنو في كامل هيئته، من رسم لزائر بريطاني في عقد 1820. الفارس الراكب كان أساسياً ف يدولة البورنو، ومازال العديد من الكانوري يبجل الفروسية والجياد.

تضم شعوب كانوري مجموعات فرعية عدة، وتُعرف بأسماء مختلفة في بعض المناطق. وكانت اللغة الكانورية هي اللغة الرئيسية لإمبراطورية برنو، وماتزال لغة رئيسية في جنوب شرق النيجر وشمال شرق نيجيريا وشمال الكاميرون، لكنها مقتصرة في تشاد على حفنة من المتحدثين في المراكز الحضرية.
يسكن العدد الأكبر من شعب كانوري في الركن الشمالي الشرقي من نيجيريا حيث تتتبع إمارة برنو الشرفية أصلًا مباشرًا من إمبراطورية كانيم-برنو التي تأسست في وقت ما قبل الألف ميلادي. يعيش في نيجيريا نحو 3 ملايين من الناطقين بالكانورية، باستثناء نحو 200 ألف ناطق بلهجة مانغا أو مانغاري. ويتتبع سكان نغا في ولاية باوتشي أصولهم إلى الشتات الكانوري.
في جنوب شرق النيجر حيث يشكلون غالبية السكان المستقرين، يُطلق على شعب كانوري اسم بِري بِري (اسم بلغة الهوسا). يشمل سكان كانوري البالغ عددهم 400 ألف نسمة في النيجر المجموعة الفرعية مانغا أو مانغاري، التي يبلغ عدد أفرادها نحو 100 ألف نسمة (تعداد عام 1997) في المنطقة الواقعة شرقي زندر والذين يعتبرون أنفسهم ذوي هوية مميزة عن بِري بِري.
يُطلق أحيانًا في النيجر اسم كانيمبو على نحو 40000 من أفراد المجموعة الفرعية توماري (تعداد 1998)، وهم مجموعة كانوري فرعية قائمة بذاتها تعيش في منطقة إنغيغمي وتختلف عن شعب كانيمبو التشادي. وفي واحة جرف كاور في شرق النيجر، يتشعب الكانوري إلى مجموعة بلا بلا الفرعية التي يبلغ عددها نحو 20000  (تعداد 2003)، وهي المجموعة الإثنية المهيمنة في صناعة تبخير الملح والتجارة في بيلما.
يتحدث شعب كانوري لهجات مختلفة من اللغة الكانورية، وهي إحدى اللغات النيلية-الصحراوية. تشمل التقسيمات لهجات مانغا وتوماري وبيلما في كانوري الوسطى، ولغة كانيمبو الأكثر تفردًا.
ومن خلال توارث التقاليد الدينية والثقافية لولاية كانيم-برنو، فإن شعوب كانوري هم في الغالب من المسلمين السنة.
في تشاد، يميز الناطقون بلغة كانيمبو أنفسهم عن الأصل الإثني الكبير في كانوري. يتمركز شعب كانيمبو في محافظة لاك وجنوب محافظة كانيم. ورغم أن اللغة الكانورية كانت اللغة الرئيسية لإمبراطورية برنو، فهي تقتصر على قلة من الناطقين في تشاد في المراكز الحضرية. وماتزال الكانورية لغة رئيسية في جنوب شرق النيجر وشمال شرق نيجيريا وشمال الكاميرون.

وفي أوائل ثمانينيات القرن العشرين، شكل شعب كانيمبو الجزء الأكبر من سكان محافظة لاك، ولكن البعض منهم كانوا يعيشون أيضًا في محافظة شاري-باقرمي. شكلوا فيما مضى المجموعة الإثنية الرئيسية في إمبراطورية كانيم-برنو التي ضمت أراضيها ذات مرة شمال شرق 

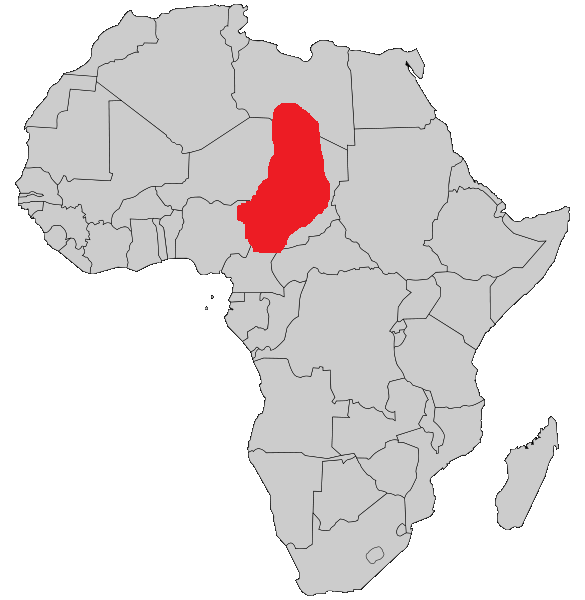
أقصى اتساع لامبراطورية كانم-برنو في العصور الوسطى.

 نيجيريا وجنوب ليبيا في آنٍ واحد، واحتفظ شعب كانيمبو بعلاقات خارج حدود تشاد. على سبيل المثال، تجمعهم الروابط الأسرية والتجارية الوثيقة مع شعب كانوري في شمال شرق نيجيريا. وفي داخل تشاد، يشترك العديد من أفراد شعب كانيمبو في محافظتي لاك وكانيم بانتمائهم  لسلطان ماو عليفا علي زيزرتي، حاكم المنطقة في فترة ما قبل الاستعمار.
كان كانوري في الأصل شعبًا رعويًا، وكان واحدًا من العديد من الجماعات النيلية الصحراوية الأصلية في الصحراء الجنوبية الوسطى، وقد بدؤوا توسعهم في منطقة بحيرة تشاد في أواخر القرن السابع واستيعاب السكان الأصليين المتحدثين باللغة النيلية الصحراوية والتشادية (الأفريقية-الآسيوية). ووفقًا لتراث كانوري، فقد وصل سيف بن ذي يزن ملك اليمن، إلى كانيم في القرن التاسع ووحد السكان في أسرة السايفوا. لكن هذا التراث من المرجح أن يكون نتاجًا للتأثير الإسلامي اللاحق، وهو ما يعكس الارتباط بأصولهم العربية في العصر الإسلامي. يعود تاريخ الأدلة على تشكيل الدولة الأصلية في منطقة بحيرة تشاد إلى نحو 800 قبل الميلاد في زيلوم.[بحاجة لمصدر]

## الديانة
يتجلى استخدام الأمثال والأقوال المأثورة في دين الكانوري الإسلامي حيث تستخدم للمساعدة في فهم الأحداث الاجتماعية ولتعليم معاني الأشياء. أُلِّفت هذه الأمثال من قِبل الحكماء القدامى الذين لديهم وجهة نظر تستند إلى الموقف والدرس المُراد تعليمه. عادةً ما تشير الأمثال إلى أشياء موجودة في الحياة اليومية. ومع ذلك، فإن الأشياء المستخدمة في الأمثال تستخدم بطريقة تدرس فيها المواقف أو المعتقدات أو التجارب الاجتماعية. وغالبًا ما تبنى الأمثال حول التصرفات الضرورية في الحياة اليومية، ولكن يتم جعلها سهلة التصور وتطبيقها على مواقف أخرى أكثر شدة. يمكن استخدام الأمثال الكانورية كوسيلة لإخافة أو تحذير الناس من الأعمال الحمقاء أو الخطيرة، ولكن يمكن لها أيضًا أن تكون مبهجة وتشجيعية.
اعتنق شعب كانوري الإسلام في القرن الحادي عشر. وأصبحت كانيم مركزًا لتعلم المسلمين، وسرعان ما سيطر شعب كانوري على كامل المنطقة المحيطة ببحيرة تشاد وإمبراطورية قوية تسمى إمبراطورية كانيم التي بلغت ذروتها في القرنين السادس عشر والسابع عشر عندما حكموا قسمًا كبيرًا من وسط أفريقيا.
والواقع أن العديد من أعضاء الجماعة الجهادية بوكو حرام هم من شعب كانوري، رغم أن بوكو حرام لا تُعَد منظمة إثنية.

## الدولة التقليدية
إبان سقوط إمبراطورية برنو والتدافع على أفريقيا في القرن التاسع عشر، قُسِّم شعب كانوري تحت حكم الإمبراطوريات البريطانية والفرنسية والألمانية.
رغم خسارة الدولة التي يقودها شعب كانوري، فإن شيهو (شيخ) برنو استمر رئيسًا لإمارة برنو. وتحتفظ دولة كانوري/كانيمبو التقليدية بحكم شرفي لشعب كانوري الذي يتخذ من مايدوغوري مقرًا له في ولاية بورنو بنيجيريا، ولكن اعترف بها شعب كانوري البالغ عددهم 4 ملايين نسمة في البلدان المجاورة. إن شيهو (شيخ) برنو يستمد سلطته من الدولة التي تأسست قبل العام 1000 ميلادي، إمبراطورية كانيم برنو.
يعود تاريخ السلالة الحاكمة الحالية -سلالة الكانمي- إلى انضمام محمد الأمين الكانمي في أوائل القرن التاسع عشر ما أدى إلى تشريد أسرة السايفوا التي حكمت منذ حوالي العام 1300 ميلادي. وقد توفي الشيهو التاسع عشر، مصطفى بن عمر الكانمي، في فبراير 2009، وخلفه أبو بكر بن عمر قرباي الكانمي.

## الزعماء السياسيون
يضم زعماء الكانوريون المشهورين في مرحلة ما بعد الاستقلال في نيجيريا السياسيين كاظم إبراهيم وإبراهيم إمام وزانا بوكار ديبشاريما وشتيما علي مونغونو وأبا حبيب ومحمد نغليروما وبابا غانا كينغيبي القائد السابق لحزب الشعب الوطني وزيري إبراهيم والحاكم العسكري السابق ساني أباتشا. وفي النيجر، من بين الزعماء السياسيين في كانوري رئيس وزراء النيجر السابق مامان أومارو، والرئيس السابق للنيجر مامادو تانجا.

## جهوية الكانوري في نيجيريا
ظهرت حركة كانورية قومية الصغيرة في نيجيريا في خمسينيات القرن العشرين، تمركزت في برنو. وقد طالب بعض القوميين  من أنصار «وحدة كانوري» بأراضي تبلغ مساحتها 532,460 كم مربعًا لما أسموه «كانورا الكبرى»، بما في ذلك محافظتي لاك وكانيم الجديديتين في تشاد، ومنطقة أقصى الشمال في الكاميرون، ومنطقتي ديفا وزندر في النيجر.
في عام 1954، تأسست حركة شباب برنو (بي واي إم) ولعبت دورًا كحزب سياسي إقليمي جماهيري حتى نهاية الاستعمار، لكنها تهاوت عند الاستقلال.

## وصلات خارجية
- The Kanuri Studies Association. University of Maiduguri, برنو، Nigeria.